# 山口美代子
山口 美代子（やまぐち みよこ、1975年7月28日 - ）は、日本の音楽家、ドラマー。神奈川県横浜市出身。
リーダーをつとめるR&B・ファンク・インストゥルメンタルバンド・Bim Bam Boom他、複数のバンドでドラムスを担当。多くの音楽家のレコーディング、ライブ・サポートを行っている。

## 経歴
横浜市立浦島小学校卒業。横浜市立浦島中学校・浦島高等学校時代はブラスバンド部で打楽器を担当、バンド活動を始める。ESPミュージカルアカデミードラム科卒業後、インディーズバンドと並行し1996年よりスタジオ・ミュージシャン、ライブ・サポートの活動を開始。2005年にガレージロック・バンド：detroit7（デトロイトセブン。後にDETROITSEVEN）のメンバーとしてメジャー・デビューする。
2013年からはR&B・ファンク・インストゥルメンタル・バンド・Bim Bam Boom（ビンバンブーン。プロデュース：S-KEN）のリーダーのほか、LOVE、TOKIEと組むガールズバンド・THE LIPSMAX、イギリスのバンド・フィーダーのタカ・ヒロセ、春奈鈴とのファンクとエレクトロを融合するバンド・dmgのメンバーとしての活動も行っている。
スタジオ・ミュージシャン、サポート・ドラマーとしてPUFFY、tricot、ハナレグミ、奥田民生、竹原ピストル、辻仁成他、多くの音楽家のレコーディング・ライブに参加。また個人レッスンとして福岡晃子、小籔千豊に演奏指導を行うほか、2012年からは横浜ミュージックスクールでドラムスの講師を務めている。

## バンド活動
- 1996年
  - FREE OF YOUR SOUL、Love69’s、SHORT CUTS
- 2000年
  - BARNABYS
- 2005年
  - detroit7  - Getting Better[8]とVirgin Musicから合わせてミニ・アルバム6枚、フルアルバム5枚をリリース[9]
    - 菜花知美（Vo, G）、山口美代子（Dr）、古田島伸明（Ba.）の3ピースバンド。2012年2月、古田島が脱退[10]。
    - 2012年3月28日、DETROITSEVENに改名[11]。同年11月菜花が妊娠を報告[8]。2013年4月に出産。しばらく子育てに専念することを報告[9]。

- 2013年
  - THE LIPSMAX
  - dmg
  - BimBamBoom

## レコーディング／ライブサポート
1996年〜1999年
- 江口洋介 - TV出演
- LOVE COMEDY - ツアー
- Dr.Strange Love - レコーディング
- Leyona - レコーディング&ライブ
- 安福麻伊 - レコーディング&ライブ

2000年代
- コーヒーカラー
- 中山うり
- Amy Annapurna
- Worldapart 所属アーティストのレコーディング&ライブ
  - nitt
  - ROCO
  - sabado fiesta
- レコーディング&ライブ
  - Tiger
  - natccu
- ライブ
  - shiro
  - junior size
  - 一青窈（テレビ出演込）
  - Antique Toy
  - CHERRY LYDER
  - 山下久美子
- レコーディング
  - No Mark

2010年代
- 奥田民生 - ミュージックステーション出演&ライブ
- 福岡晃子 - レッスン・ツアー
- 小籔千豊 - レッスン
- ライブ
  - 桜井秀俊
  - Leyona
  - Nemotroubolter
  - 井上太郎
  - 柚木隆一郎（元EL-MALO）
  - Muddy Apes
  - スコット&リバース
  - スコット・マーフィー
  - The coridras
  - Rihwa
  - PUFFY
  - 竹原ピストル
  - Saku
  - Rei
  - 伊藤ふみお
- レコーディング
  - BAND A
  - 坂本真陵
  - 芸人AMEMIYAバンドver.
  - 宇宙まお
  - 真心ブラザーズ
  - 小松未可子
  - 大森靖子
  - 吉澤嘉代子
  - ハナレグミ
  - 日食なつこ
- ライブ&レコーディング
  - UCARY & THE VALENTINE
  - 辻仁成
  - 阿部裕也
  - tricot
  - 女王蜂